# Ярковски, Зденек
Зденек Ярковски (чеш. Zdeněk Jarkovský; 3 октября 1918, Нови-Биджов — 8 ноября 1948, Ла-Манш) — чехословацкий хоккеист, вратарь, выступавший за команду ЧЛТК Прага и национальную сборную Чехословакии. Чемпион мира и Европы 1947 года, серебряный призёр зимних Олимпийских игр в Санкт-Морице. Трагически погиб в авиакатастрофе над проливом Ла-Манш 8 ноября 1948 года вместе с еще 5 чехословацкими хоккеистами. Заслуженный мастер спорта Чехословакии (1968, посмертно).

## Биография
Зденек Ярковски начал карьеру хоккеиста в 1940 году, в команде ЧЛТК Прага. В 1941 году он стал чемпионом Чехословацкой хоккейной лиги.
С 1946 по 1948 год Ярковски выступал за национальную сборную Чехословакии по хоккею. В 1948 году он стал серебряным призёром зимних Олимпийских играх в Санкт-Морице. В 1947 году стал чемпионом мира и Европы. В сборной он был резервным вратарём, сменщиком легендарного Богумила Модры. Всего за сборную провёл 7 матчей.
Перед началом сезона 1948/49 чехословацкие хоккеисты проводили подготовительные матчи во Франции. После игры в Париже с французским клубом «Расинг», шесть хоккеистов (из них пятеро чемпионов мира 1947 года), в том числе Зденек Ярковски, летели частным самолётом в Лондон для участия в нескольких матчах в Великобритании. 8 ноября 1948 года их самолёт упал над проливом Ла-Манш. Ярковски и все его партнёры по сборной трагически погибли.

## Достижения
- Чемпион мира (1947)
- 2-кратный чемпион Европы (1947—1948)
- Серебряный призёр Олимпийских игр (1948)
- Чемпион Богемии и Моравии (1941)